# Olympische Sommerspiele 2008/Schwimmen – 100 m Rücken (Männer)
Der Wettbewerb über 100 Meter Rücken der Männer bei den Olympischen Spielen 2008 in Peking wurde vom 10. bis 12. August 2008 im Nationalen Schwimmzentrum Peking ausgetragen. 45 Athleten nahmen daran teil.
Es fanden sechs Vorläufe statt. Die 16 schnellsten Schwimmer aller Vorläufe qualifizierten sich für die zwei Halbfinals, die am nächsten Tag ausgetragen wurden. Für das Finale qualifizierten sich die acht zeitschnellsten Schwimmer beider Halbfinals.

## Rekorde
Vor Beginn der Olympischen Spiele waren folgende Rekorde gültig.
| Weltrekord         | Aaron Peirsol ( Vereinigte Staaten) | 52,89 s | Omaha, Vereinigte Staaten | 1. Juli 2008    |
| Olympischer Rekord | Aaron Peirsol ( Vereinigte Staaten) | 53,45 s | Athen, Griechenland       | 21. August 2004 |

Während der Olympischen Spiele wurde folgender Rekord gebrochen:
| Weltrekord         | Aaron Peirsol | 52,54 s | Peking, Volksrepublik China | 12. August 2008 |
| Olympischer Rekord | Aaron Peirsol | 52,54 s | Peking, Volksrepublik China | 12. August 2008 |

## Titelträger
| Olympiasieger | Aaron Peirsol ( Vereinigte Staaten) | 54,06 s | Athen 2004     |
| Weltmeister   | Aaron Peirsol ( Vereinigte Staaten) | 52,98 s | Melbourne 2007 |
| Europameister | Markus Rogan ( Österreich)          | 54,03 s | Eindhoven 2008 |

## Vorlauf

### Vorlauf 1
| Platz | Name              | Nation         | Zeit        | Anmerkung |
| ----- | ----------------- | -------------- | ----------- | --------- |
| 1     | Danil Bugakow     | Usbekistan     | 56,59 s     |           |
| 2     | Stanislaw Osinski | Kasachstan     | 57,42 s     |           |
| 3     | Jared Heine       | Marshallinseln | 58,86 s     |           |
| 4     | Souhaib Kalala    | Syrien         | 1:00,24 min |           |
| 5     | Mohammed Rana     | Bangladesch    | 1:04,82 min |           |

### Vorlauf 2
| Platz | Name              | Nation      | Zeit    | Anmerkung |
| ----- | ----------------- | ----------- | ------- | --------- |
| 1     | Omar Pinzón       | Kolumbien   | 55,11 s |           |
| 2     | Pawal Sankowitsch | Belarus     | 55,39 s |           |
| 3     | Örn Arnarson      | Island      | 56,15 s |           |
| 4     | Roland Rudolf     | Ungarn      | 56,25 s |           |
| 5     | Sun Xiaolei       | China       | 56,44 s |           |
| 6     | Oleksandr Issakow | Ukraine     | 56,55 s |           |
| 7     | Eduardo Otero     | Argentinien | 56,74 s |           |
| 8     | Tomáš Fučík       | Tschechien  | 57,29 s |           |

### Vorlauf 3
| Platz | Name                | Nation     | Zeit    | Anmerkung |
| ----- | ------------------- | ---------- | ------- | --------- |
| 1     | Gerhard Zandberg    | Südafrika  | 53,75 s |           |
| 2     | Ľuboš Križko        | Slowakei   | 54,07 s |           |
| 3     | Damiano Lestingi    | Italien    | 54,78 s |           |
| 4     | Seong Min           | Südkorea   | 54,99 s |           |
| 5     | Benjamin Stasiulis  | Frankreich | 55,08 s |           |
| 6     | Jonathan Massacand  | Schweiz    | 55,21 s |           |
| 7     | Derya Büyükuncu     | Türkei     | 55,43 s |           |
| 8     | Vytautas Janušaitis | Litauen    | 55,65 s |           |

### Vorlauf 4
| Platz | Name                  | Nation             | Zeit    | Anmerkung |
| ----- | --------------------- | ------------------ | ------- | --------- |
| 1     | Matt Grevers          | Vereinigte Staaten | 53,41 s | OR        |
| 2     | Arkadi Wjattschanin   | Russland           | 53,64 s |           |
| 3     | Stanislaw Donez       | Russland           | 54,18 s |           |
| 4     | Tomomi Morita         | Japan              | 54,21 s |           |
| 5     | Aristidis Grigoriadis | Griechenland       | 54,71 s |           |
| 6     | George du Rand        | Südafrika          | 54,90 s |           |
| 7     | Gordan Kožulj         | Kroatien           | 55,05 s |           |
| 8     | Nick Driebergen       | Niederlande        | 55,31 s |           |

### Vorlauf 5
| Platz | Name              | Nation         | Zeit    | Anmerkung |
| ----- | ----------------- | -------------- | ------- | --------- |
| 1     | Hayden Stoeckel   | Australien     | 53,93 s |           |
| 2     | Ashley Delaney    | Australien     | 54,08 s |           |
| 3     | Junichi Miyashita | Japan          | 54,12 s |           |
| 4     | Guy Barnea        | Israel         | 54,50 s |           |
| 5     | Gregor Tait       | Großbritannien | 54,62 s |           |
| 6     | Helge Meeuw       | Deutschland    | 54,88 s |           |
| 7     | Jake Tapp         | Kanada         | 55,54 s |           |
| 8     | Marko Strahija    | Kroatien       | 55,89 s |           |

### Vorlauf 6
| Platz | Name              | Nation             | Zeit    | Anmerkung |
| ----- | ----------------- | ------------------ | ------- | --------- |
| 1     | Aaron Peirsol     | Vereinigte Staaten | 53,65 s |           |
| 2     | Aschwin Wildeboer | Spanien            | 53,67 s |           |
| 3     | Liam Tancock      | Großbritannien     | 53,85 s |           |
| 4     | Markus Rogan      | Österreich         | 54,22 s |           |
| 5     | Mirco Di Tora     | Italien            | 54,39 s |           |
| 6     | Guilherme Guido   | Brasilien          | 54,89 s |           |
| 6     | Răzvan Florea     | Rumänien           | 54,89 s |           |
| 8     | Thomas Rupprath   | Deutschland        | 55,77 s |           |

## Halbfinale

### Lauf 1
| Platz | Name                | Nation         | Zeit    | Anmerkung |
| ----- | ------------------- | -------------- | ------- | --------- |
| 1     | Arkadi Wjattschanin | Russland       | 53,06 s | OR        |
| 2     | Aschwin Wildeboer   | Spanien        | 53,51 s |           |
| 3     | Liam Tancock        | Großbritannien | 53,61 s |           |
| 4     | Junichi Miyashita   | Japan          | 53,69 s |           |
| 5     | Tomomi Morita       | Japan          | 53,95 s |           |
| 6     | Gregor Tait         | Großbritannien | 54,37 s |           |
| 7     | Ľuboš Križko        | Slowakei       | 54,38 s |           |
| 8     | Mirco Di Tora       | Italien        | 54,92 s |           |

### Lauf 2
| Platz | Name             | Nation             | Zeit    | Anmerkung |
| ----- | ---------------- | ------------------ | ------- | --------- |
| 1     | Hayden Stoeckel  | Australien         | 52,97 s | OR        |
| 2     | Matt Grevers     | Vereinigte Staaten | 52,99 s |           |
| 3     | Aaron Peirsol    | Vereinigte Staaten | 53,56 s |           |
| 4     | Ashley Delaney   | Australien         | 53,76 s |           |
| 5     | Markus Rogan     | Österreich         | 53,80 s |           |
| 6     | Gerhard Zandberg | Südafrika          | 53,98 s |           |
| 7     | Stanislaw Donez  | Russland           | 54,57 s |           |
| 8     | Guy Barnea       | Israel             | 54,93 s |           |

## Finale
| Platz | Name                | Nation             | Zeit    | Anmerkung |
| ----- | ------------------- | ------------------ | ------- | --------- |
| 1     | Aaron Peirsol       | Vereinigte Staaten | 52,56 s | WR OR     |
| 2     | Matt Grevers        | Vereinigte Staaten | 53,11 s |           |
| 3     | Arkadi Wjattschanin | Russland           | 53,18 s |           |
| 3     | Hayden Stoeckel     | Australien         | 53,18 s |           |
| 5     | Ashley Delaney      | Australien         | 53,31 s |           |
| 6     | Liam Tancock        | Großbritannien     | 53,39 s |           |
| 7     | Aschwin Wildeboer   | Spanien            | 53,51 s |           |
| 8     | Junichi Miyashita   | Japan              | 53,99 s |           |